# فهرست محصولات مایکروسافت
این مقاله حاوی فهرستی از محصولات کمپانی مایکروسافت است.

## سیستم عامل
- ام‌اس-داس
- زنیکس
- اواس/۲
- مایکروسافت ویندوز
  - ویندوز ۱٫۰
  - ویندوز ۲٫۰
  - ویندوز ۳٫۰
  - ویندوز ۳٫۱
  - ویندوز ۳٫۱ دات نت
  - ویندوز ۹۵
  - ویندوز ۹۸
  - ویندوز ۲۰۰۰
  - ویندوز اِدیت می
  - ویندوز اکس‌پی
  - ویندوز ویستا
  - ویندوز ۷
  - ویندوز ۸
  - ویندوز ۸٫۱
  - ویندوز ۱۰
  - ویندوز ۱۱
  - ویندوز موبایل
  - ویندوز سرور

## کاربردی
- مایکروسافت آفیس
- مایکروسافت اج
- مایکروسافت تودو
  - مایکروسافت ورد
  - مایکروسافت پاورپوینت
  - مایکروسافت اکسل
  - مایکروسافت اکسس
  - مایکروسافت پابلیشر
  - مایکروسافت فرانت پیج
  - مایکروسافت آوت لوک
  - مایکروسافت اینفو پاد(دیزاینر و فایلر)
  - مایکروسافت ویزیو
  - مایکروسافت پروجکت
  - مایکروسافت شار پوینت ورک اسپیس
  - مایکروسافت communicator
  - مایکروسافت وان نوت
- دانشنامه اینکارتا
- فتو استوری
- وان کر
- اینترنت اکسپلورر
- شیرپوینت

## برنامه‌نویسی
- مایکروسافت سرویس
- ویژوال استادیو
  - ویژوال سی++
  - ویژوال بیسیک
  - ویژوال فاکس‌پرو
  - ویژوال سی‌شارپ
  - مایکروسافت اسمبلر
  - مایکروسافت لینکر
- دات نت
- کیوبیسیک

## بانک اطلاعاتی
- اسکیوال سرور
  - Database Engine
  - Analysis Services
  - Reporting Services
  - Integration Services

## کنسول بازی
- ایکس‌باکس
- ایکس‌باکس ۳۶۰
- ایکس‌باکس وان
- کینکت
- ایکس باکس سری ایکس